# Buz Lukens
Donald Edgar „Buz” Lukens (ur. 11 lutego 1931, zm. 22 maja 2010 w Dallas) – amerykański polityk, członek Partii Republikańskiej. Dwukrotnie, najpierw w latach 1967–1971, a następnie ponownie w latach 1987–1990 był przedstawicielem stanu Ohio w Izbie Reprezentantów Stanów Zjednoczonych.